# 于常启
于常启（1944年8月—2025年6月16日），男，山东文登人，中华人民共和国政治人物，中国人民解放军海军少将。曾任海军北海舰队副政治委员。第十届全国人大代表。

## 生平
1963年2月入伍。历任海军旅顺基地政治部宣传干事，潜艇12支队政治部宣传科科长，230潜艇政委，潜艇12支队政治部副主任、主任，潜艇基地政治部主任等职。1994年至1995年，在国防大学基本系指挥班学习。1998年，任海军青岛基地政治部主任。1999年7月，晋升为海军少将军衔。2000年，任海军青岛基地政治委员。2002年，任海军北海舰队副政治委员。2003年，当选第十届全国人大代表。
2025年6月16日，在山东青岛逝世。